# Verein für Leibesübungen Bochum 1848 1987-1988
Questa voce raccoglie le informazioni riguardanti il Verein für Leibesübungen Bochum 1848 nelle competizioni ufficiali della stagione 1987-1988.

## Stagione
Nella stagione 1987-1988 il Bochum, allenato da Hermann Gerland, concluse il campionato di Bundesliga al 12º posto. In Coppa di Germania il Bochum perse la finale con dall'Eintracht Francoforte.

## Rosa
| N. |                        | Ruolo | Calciatore           |
| -- | ---------------------- | ----- | -------------------- |
|    | Germania (bandiera)    | P     | Andreas Wessels      |
|    | Germania (bandiera)    | P     | Ralf Zumdick         |
|    | Germania (bandiera)    | D     | Olaf Dressel         |
|    | Germania (bandiera)    | D     | Peter Jackisch       |
|    | Germania (bandiera)    | D     | Thomas Kempe         |
|    | Germania (bandiera)    | D     | Martin Kree          |
|    | Germania (bandiera)    | D     | Walter Oswald        |
|    | Paesi Bassi (bandiera) | D     | Rob Reekers          |
|    | Germania (bandiera)    | D     | Franz-Josef Tenhagen |
|    | Germania (bandiera)    | D     | Lothar Woelk         |
|    | Germania (bandiera)    | C     | Frank Benatelli      |
|    | Germania (bandiera)    | C     | Frank Heinemann      |
|    | Germania (bandiera)    | C     | Michael Hubner       |
|    | Polonia (bandiera)     | C     | Andrzej Iwan         |

| N. |                     | Ruolo | Calciatore         |
| -- | ------------------- | ----- | ------------------ |
|    | Germania (bandiera) | C     | Peter Knäbel       |
|    | Germania (bandiera) | C     | Volker Knappheide  |
|    | Germania (bandiera) | C     | Ata Lameck         |
|    | Germania (bandiera) | C     | Thorsten Legat     |
|    | Germania (bandiera) | C     | Detlef Mikolajczak |
|    | Germania (bandiera) | C     | Dirk Riechmann     |
|    | Germania (bandiera) | C     | Michael Rzehaczek  |
|    | Germania (bandiera) | A     | Thomas Epp         |
|    | Germania (bandiera) | A     | Klaus Fischer      |
|    | Germania (bandiera) | A     | Kreso Kovacec      |
|    | Germania (bandiera) | A     | Uwe Leifeld        |
|    | Germania (bandiera) | A     | Andreas Lübke      |
|    | Germania (bandiera) | A     | Jupp Nehl          |

## Organigramma societario
Area tecnica
- Allenatore: Hermann Gerland
- Allenatore in seconda:
- Preparatore dei portieri:
- Preparatori atletici:

## Calciomercato

### Sessione estiva
| Acquisti | Acquisti           | Acquisti             | Acquisti |
| R.       | Nome               | da                   | Modalità |
| -------- | ------------------ | -------------------- | -------- |
| C        | Andrzej Iwan       | Górnik Zabrze        |          |
| C        | Mīnas Chatzidīs    | Bayer Leverkusen     |          |
| D        | Peter Jackisch     | VfB 06/08 Remscheid  |          |
| C        | Detlef Mikolajczak | DSC Wanne-Eickel     |          |
| C        | Michael Rzehaczek  | FC 96 Recklinghausen |          |

| Cessioni | Cessioni           | Cessioni              | Cessioni |
| R.       | Nome               | a                     | Modalità |
| -------- | ------------------ | --------------------- | -------- |
| A        | Rudi Decker        | RW Oberhausen         |          |
| C        | Michael Kühn       | BV 08 Lüttringhausen  |          |
| C        | Ole Møller-Nielsen | Vejle                 |          |
| C        | Frank Schulz       | Eintracht Francoforte |          |
| A        | Uwe Wegmann        | Rot-Weiss Essen       |          |
| D        | Jürgen Wielert     | RW Oberhausen         |          |

### Sessione invernale
| Acquisti | Acquisti | Acquisti | Acquisti |
| R.       | Nome     | da       | Modalità |
| -------- | -------- | -------- | -------- |

| Cessioni | Cessioni        | Cessioni   | Cessioni |
| R.       | Nome            | a          | Modalità |
| -------- | --------------- | ---------- | -------- |
| C        | Mīnas Chatzidīs | Olympiacos |          |

## Risultati

### Bundesliga

#### Girone di andata
| Arbitro: | Schmidhuber |

|             |           |                    |
| Leifeld 88’ | Marcatori | 31’ Bruns 39’ Rahn |

| Arbitro: | Matheis |

|  |           |             |
|  | Marcatori | 54’ Leifeld |

| Bochum 15 agosto 1987, ore 15:30 CEST 3ª giornata | Bochum    | 0 – 0 referto | Colonia | Ruhrstadion (18 000 spett.)\| Arbitro: \| Scheuerer \| |
| Arbitro:                                          | Scheuerer |               |         |                                                        |

| Brema 22 agosto 1987, ore 15:30 CEST 4ª giornata | Werder Brema | 0 – 0 referto | Bochum | Weserstadion (16 000 spett.)\| Arbitro: \| Strigel \| |
| Arbitro:                                         | Strigel      |               |        |                                                       |

| Arbitro: | Pauly |

|          |           |                                 |
| Kree 80’ | Marcatori | 57’ Patzke 75’ Thon 82’ Wollitz |

| Arbitro: | Wittke |

|           |           |  |
| Reich 39’ | Marcatori |  |

| Arbitro: | Eli |

|                                            |           |  |
| Leifeld 12’, 77’ Nehl 28’, 62’ Reekers 33’ | Marcatori |  |

| Arbitro: | Barnick |

|                                                |           |                     |
| Kohr 19’ Schulz 52’ Kree 60’ (aut.) Wuttke 89’ | Marcatori | 11’ Leifeld 20’ Epp |

| Arbitro: | Amerell |

|                           |           |                     |
| von Heesen 8’ Dittmer 62’ | Marcatori | 24’ Knäbel 53’ Kree |

| Arbitro: | Bruch |

|               |           |                                      |
| Heinemann 87’ | Marcatori | 9’, 84’ Kuntz 74’ (rig.), 80’ Bommer |

| Arbitro: | Gabor |

|                               |           |  |
| Klinsmann 36’ Walter 62’, 77’ | Marcatori |  |

| Arbitro: | Boos |

|                           |           |         |
| Nehl 17’, 52’ Leifeld 28’ | Marcatori | 55’ Cha |

| Arbitro: | Scheuerer |

|            |           |                             |
| Möller 42’ | Marcatori | 89’ Riechmann 90’ Rzehaczek |

| Arbitro: | Blattmann |

|  |           |                       |
|  | Marcatori | 69’ Flick 89’ Wegmann |

| Arbitro: | Mierswa |

|           |           |         |
| Klotz 44’ | Marcatori | 64’ Epp |

| Arbitro: | Umbach |

|                                |           |                                                 |
| Epp 6’, 61’ Legat 64’ Kree 67’ | Marcatori | 5’ Westerbeek 40’ (rig.) Jambo 87’, 90’ Schäfer |

| Arbitro: | Heitmann |

|                          |           |               |
| Stenzel 9’ Grahammer 18’ | Marcatori | 85’ Chatzidīs |

#### Girone di ritorno
| Arbitro: | Zimmermann |

|                                |           |  |
| Hochstätter 3’, 32’ Krauss 57’ | Marcatori |  |

| Arbitro: | Osmers |

|           |           |  |
| Kempe 52’ | Marcatori |  |

| Arbitro: | Amerell |

|                        |           |                       |
| Engels 9’ Woodcock 81’ | Marcatori | 14’ Woelk 53’ Leifeld |

| Arbitro: | Brehm |

|  |           |               |
|  | Marcatori | 1’ Ordenewitz |

| Arbitro: | Neuner |

|                                |           |               |
| Tschiskale 51’ Thon 73’ (rig.) | Marcatori | 67’ Rzehaczek |

| Arbitro: | Gabor |

|             |           |          |
| Leifeld 77’ | Marcatori | 87’ Kohn |

| Arbitro: | Bruch |

|             |           |  |
| Hermann 70’ | Marcatori |  |

| Arbitro: | Strigel |

|             |           |             |
| Leifeld 10’ | Marcatori | 23’ Allievi |

| Arbitro: | Tritschler |

|                                    |           |  |
| Iwan 13’ Leifeld 24’, 55’ Nehl 73’ | Marcatori |  |

| Arbitro: | Schmidhuber |

|                              |           |            |
| Fach 30’ Mathy 32’ Prytz 77’ | Marcatori | 7’ Leifeld |

| Arbitro: | Wiesel |

|                                                          |           |              |
| Iwan 4’ Kree 19’ Schäfer 22’ (aut.) Leifeld 70’ Nehl 73’ | Marcatori | 61’ Buchwald |

| Leverkusen 23 aprile 1988, ore 15:30 CEST 29ª giornata | Bayer Leverkusen | 0 – 0 referto | Bochum | Ulrich-Haberland-Stadion (9 000 spett.)\| Arbitro: \| Neuner \| |
| Arbitro:                                               | Neuner           |               |        |                                                                 |

| Arbitro: | Wittke |

|                      |           |  |
| Kree 37’ (rig.), 80’ | Marcatori |  |

| Arbitro: | Barnick |

|                                           |           |  |
| Hughes 51’, 62’, 68’ Eder 61’ Dorfner 83’ | Marcatori |  |

| Arbitro: | Werner |

|          |           |  |
| Kree 27’ | Marcatori |  |

| Arbitro: | Brehm |

|             |           |            |
| Freiler 62’ | Marcatori | 50’ Knäbel |

| Arbitro: | Osmers |

|                                          |           |  |
| Reekers 28’ Kempe 65’ Zumdick 88’ (rig.) | Marcatori |  |

### Coppa di Germania
| Oldenburg 28 agosto 1987, ore 18:45 CEST Primo turno | Oldenburg | 0 – 0 (d.t.s.) referto | Bochum | Marschweg-Stadion (8 200 spett.)\| Arbitro: \| Mölm \| |
| Arbitro:                                             | Mölm      |                        |        |                                                        |

| Arbitro: | Prengel |

|                                            |           |           |
| Woelk 27’, 69’ (rig.) Nehl 57’ Fischer 83’ | Marcatori | 90’ Voigt |

| Arbitro: | Dehmelt |

|             |           |                            |
| Gentner 84’ | Marcatori | 33’ Fischer 112’ Chatzidīs |

| Arbitro: | Steinborn |

|  |           |             |
|  | Marcatori | 57’ Leifeld |

| Arbitro: | Strigel |

|                                   |           |              |
| Leifeld 70’, 83’ Iwan 87’ Epp 88’ | Marcatori | 29’ Pförtner |

| Arbitro: | Scheuerer |

|                   |           |  |
| Kree 27’ Iwan 60’ | Marcatori |  |

| Arbitro: | Heitmann |

|            |           |  |
| Détári 81’ | Marcatori |  |

## Statistiche

### Statistiche di squadra
| Competizione      | Punti | In casa | In casa | In casa | In casa | In casa | In casa | In trasferta | In trasferta | In trasferta | In trasferta | In trasferta | In trasferta | Totale | Totale | Totale | Totale | Totale | Totale | DR |
| Competizione      | Punti | G       | V       | N       | P       | Gf      | Gs      | G            | V            | N            | P            | Gf           | Gs           | G      | V      | N      | P      | Gf     | Gs     | DR |
| ----------------- | ----- | ------- | ------- | ------- | ------- | ------- | ------- | ------------ | ------------ | ------------ | ------------ | ------------ | ------------ | ------ | ------ | ------ | ------ | ------ | ------ | -- |
| Bundesliga        | 30    | 17      | 8       | 4       | 5       | 33      | 20      | 17           | 2            | 6            | 9            | 14           | 31           | 34     | 10     | 10     | 14     | 47     | 51     | -4 |
| Coppa di Germania | -     | 3       | 3       | 0       | 0       | 10      | 2       | 4            | 2            | 1            | 1            | 3            | 2            | 7      | 5      | 1      | 1      | 13     | 4      | +9 |
| Totale            | 30    | 20      | 11      | 4       | 5       | 43      | 22      | 21           | 4            | 7            | 10           | 17           | 33           | 41     | 15     | 11     | 15     | 60     | 55     | +5 |

### Andamento in campionato
| Giornata  | 1  | 2 | 3  | 4 | 5  | 6  | 7  | 8  | 9  | 10 | 11 | 12 | 13 | 14 | 15 | 16 | 17 | 18 | 19 | 20 | 21 | 22 | 23 | 24 | 25 | 26 | 27 | 28 | 29 | 30 | 31 | 32 | 33 | 34 |
| --------- | -- | - | -- | - | -- | -- | -- | -- | -- | -- | -- | -- | -- | -- | -- | -- | -- | -- | -- | -- | -- | -- | -- | -- | -- | -- | -- | -- | -- | -- | -- | -- | -- | -- |
| Luogo     | C  | T | C  | T | C  | T  | C  | T  | T  | C  | T  | C  | T  | C  | T  | C  | T  | T  | C  | T  | C  | T  | C  | T  | C  | C  | T  | C  | T  | C  | T  | C  | T  | C  |
| Risultato | P  | V | N  | N | P  | P  | V  | P  | N  | P  | P  | V  | V  | P  | N  | N  | P  | P  | V  | N  | P  | P  | N  | P  | N  | V  | P  | V  | N  | V  | P  | V  | N  | V  |
| Posizione | 12 | 9 | 10 | 9 | 14 | 14 | 10 | 11 | 11 | 15 | 16 | 13 | 11 | 12 | 12 | 11 | 12 | 14 | 14 | 13 | 15 | 16 | 15 | 15 | 16 | 15 | 16 | 15 | 15 | 13 | 14 | 13 | 13 | 12 |

Legenda:

Luogo: C = Casa; T = Trasferta. Risultato: V = Vittoria; N = Pareggio; P = Sconfitta.

### Statistiche dei giocatori
| Giocatore      | Bundesliga | Bundesliga | Bundesliga  | Bundesliga | Coppa di Germania | Coppa di Germania | Coppa di Germania | Coppa di Germania | Totale   | Totale | Totale      | Totale     |
| Giocatore      | Presenze   | Reti       | Ammonizioni | Espulsioni | Presenze          | Reti              | Ammonizioni       | Espulsioni        | Presenze | Reti   | Ammonizioni | Espulsioni |
| -------------- | ---------- | ---------- | ----------- | ---------- | ----------------- | ----------------- | ----------------- | ----------------- | -------- | ------ | ----------- | ---------- |
| F. Benatelli   | 15         | 0          | 0           | 0          | 5                 | 0                 | 1                 | 1                 | 20       | 0      | 1           | 1          |
| O. Dressel     | 2          | 0          | 0           | 0          | 1                 | 0                 | 0                 | 0                 | 3        | 0      | 0           | 0          |
| T. Epp         | 31         | 4          | 0           | 0          | 5                 | 1                 | 0                 | 0                 | 36       | 5      | 0           | 0          |
| K. Fischer     | 12         | 0          | 0           | 0          | 3                 | 2                 | 0                 | 0                 | 15       | 2      | 0           | 0          |
| M. Chatzidīs   | 3          | 1          | 0           | 0          | 1                 | 1                 | 0                 | 0                 | 4        | 2      | 0           | 0          |
| F. Heinemann   | 25         | 1          | 3           | 0          | 5                 | 0                 | 1                 | 0                 | 30       | 1      | 4           | 0          |
| M. Hubner      | 3          | 0          | 0           | 0          | 1                 | 0                 | 0                 | 0                 | 4        | 0      | 0           | 0          |
| A. Iwan        | 16         | 2          | 0           | 0          | 4                 | 2                 | 0                 | 0                 | 20       | 4      | 0           | 0          |
| P. Jackisch    | 12         | 0          | 0           | 1          | 0                 | 0                 | 0                 | 0                 | 12       | 0      | 0           | 1          |
| T. Kempe       | 29         | 2          | 7           | 0          | 5                 | 0                 | 2                 | 0                 | 34       | 2      | 9           | 0          |
| V. Knappheide  | 0          | 0          | 0           | 0          | 0                 | 0                 | 0                 | 0                 | 0        | 0      | 0           | 0          |
| P. Knäbel      | 20         | 2          | 0           | 0          | 4                 | 0                 | 1                 | 0                 | 24       | 2      | 1           | 0          |
| K. Kovacec     | 0          | 0          | 0           | 0          | 0                 | 0                 | 0                 | 0                 | 0        | 0      | 0           | 0          |
| M. Kree        | 32         | 7          | 3           | 0          | 4                 | 1                 | 1                 | 0                 | 36       | 8      | 4           | 0          |
| A. Lameck      | 16         | 0          | 0           | 0          | 4                 | 0                 | 0                 | 0                 | 20       | 0      | 0           | 0          |
| T. Legat       | 17         | 1          | 1           | 0          | 3                 | 0                 | 1                 | 0                 | 20       | 1      | 2           | 0          |
| U. Leifeld     | 30         | 13         | 1           | 0          | 7                 | 3                 | 0                 | 0                 | 37       | 16     | 1           | 0          |
| A. Lübke       | 1          | 0          | 0           | 0          | 0                 | 0                 | 0                 | 0                 | 1        | 0      | 0           | 0          |
| D. Mikolajczak | 8          | 0          | 2           | 0          | 2                 | 0                 | 1                 | 0                 | 10       | 0      | 3           | 0          |
| J. Nehl        | 27         | 6          | 1           | 1          | 5                 | 1                 | 0                 | 0                 | 32       | 7      | 1           | 1          |
| W. Oswald      | 26         | 0          | 7           | 0          | 6                 | 0                 | 0                 | 0                 | 32       | 0      | 7           | 0          |
| R. Reekers     | 26         | 2          | 4           | 0          | 6                 | 0                 | 0                 | 0                 | 32       | 2      | 4           | 0          |
| D. Riechmann   | 3          | 1          | 0           | 0          | 1                 | 0                 | 0                 | 0                 | 4        | 1      | 0           | 0          |
| M. Rzehaczek   | 15         | 2          | 0           | 0          | 3                 | 0                 | 1                 | 0                 | 18       | 2      | 1           | 0          |
| F. Tenhagen    | 1          | 0          | 0           | 0          | 0                 | 0                 | 0                 | 0                 | 1        | 0      | 0           | 0          |
| A. Wessels     | 5          | 0          | 0           | 0          | 1                 | 0                 | 0                 | 0                 | 6        | 0      | 0           | 0          |
| L. Woelk       | 33         | 1          | 7           | 0          | 7                 | 2                 | 1                 | 0                 | 40       | 3      | 8           | 0          |
| R. Zumdick     | 29         | 1          | 1           | 0          | 6                 | 0                 | 1                 | 0                 | 35       | 1      | 2           | 0          |